# Eleanor Holmes Norton

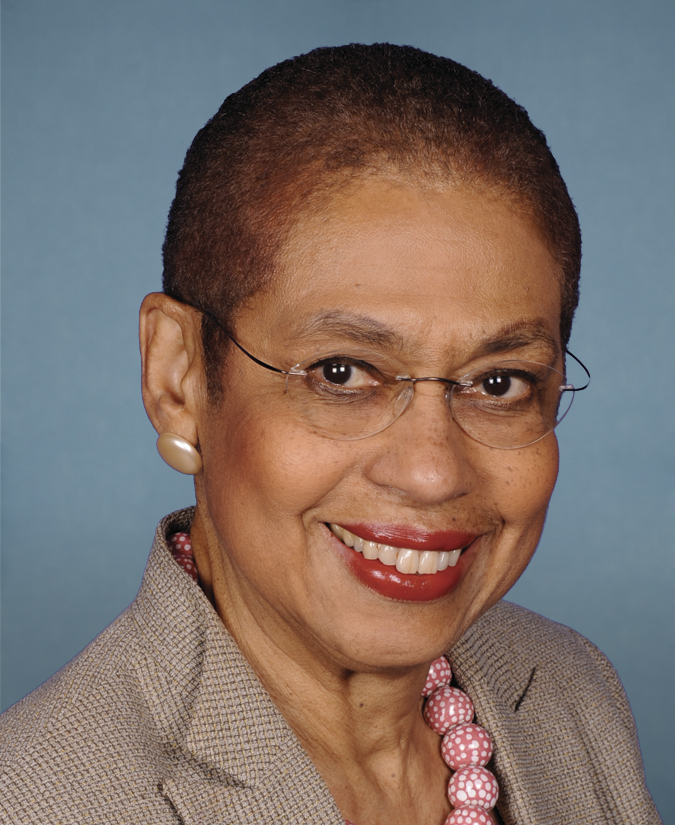
Eleanor Holmes Norton

Eleanor Holmes Norton (* 13. Juni 1937 in Washington, D.C. als Eleanor Holmes) ist eine US-amerikanische Juristin und Politikerin der Demokratischen Partei. Seit 1991 ist sie als Delegierte des District of Columbia Mitglied des Repräsentantenhauses der Vereinigten Staaten. Sie hat in dieser Funktion zwar Mitwirkungs- und Stimmrecht in vorbereitenden Ausschüssen sowie Rederecht vor dem versammelten Haus, jedoch kein Stimmrecht bei den letztlich beschließenden Abstimmungen.

## Werdegang
Nach ihrem Schulabschluss besuchte Eleanor Holmes Norton das Antioch College der Antioch University in Yellow Springs (Ohio) und erwarb dort 1960 den Bachelor of Arts. Der Master of Arts folgte 1963 an der Yale University. Im Jahr darauf bestand sie an der dortigen juristischen Fakultät die Prüfung zum Bachelor of Laws, woraufhin sie begann, als Rechtsanwältin zu praktizieren. Außerdem war sie von 1964 bis 1965 als juristische Assistentin (Clerk) von Bundesrichter A. Leon Higginbotham tätig. Sie hält über 50 Ehren-Auszeichnungen verschiedener Hochschulen. Holmes Norton stammt in dritter Generation aus Washington, D.C., sie hat einen Sohn und eine Tochter.
In dieser Zeit wurde sie auch in der Bürgerrechtsbewegung aktiv. Zwischen 1965 und 1970 fungierte sie als stellvertretende Leiterin der juristischen Abteilung bei der American Civil Liberties Union. Von 1970 bis 1971 war sie Assistant Professor an der Law School der New York University. Im Jahr 1970 übernahm sie außerdem die Leitung der Menschenrechtskommission von New York City, die sie bis 1977 innehatte. In New York war sie überdies von 1971 bis 1974 Executive Assistant im Stab von Bürgermeister John Lindsay.
Im Mai 1977 wurde sie von Präsident Jimmy Carter zur Vorsitzenden der Bundesbehörde Equal Employment Opportunity Commission ernannt und war dort die erste Frau in dieser Position. Einen Monat nach Amtsantritt des republikanischen Präsidenten Ronald Reagan schied sie im Februar 1981 aus dem Amt. Anschließend war sie zunächst als Fellow der Denkfabrik Urban Institute tätig. 1982 wurde sie Professorin am Law Center der Georgetown University.
Bei der Wahl zum Repräsentantenhaus der Vereinigten Staaten 1990 kandidierte sie um die Nachfolge von Walter E. Fauntroy als Delegierte für den District of Columbia. Nach erfolgreicher Wahl trat sie am 3. Januar 1991 ihr Amt im Repräsentantenhaus der Vereinigten Staaten an und wurde in der Folgezeit bisher insgesamt 15 Mal für eine jeweils erneute zweijährige Amtszeit wiedergewählt. Ihre derzeitige, insgesamt 17., Legislaturperiode im Repräsentantenhaus des 118. Kongresses läuft noch bis zum 3. Januar 2025.
Die Primary (Vorwahl) ihrer Partei am 21. Juni für die Wahlen 2022 konnte sie mit über 86 % klar gegen ihre demokratischen Mitbewerber gewinnen. Sie trat dadurch am 8. November 2022 gegen Nelson Rimensnyder von der Republikanischen Partei, Natale Stracuzzi von der Green Party, sowie Bruce Majors von der Libertarian Party an. Sie konnte die Wahl abermals sehr deutlich mit 86,4 % gewinnen, bei einer deutlich reduzierten Stimmzahl von insgesamt 156.000 Stimmen.

## Ausschüsse
Holmes Norton ist aktuell Mitglied in folgenden Ausschüssen des Repräsentantenhauses:
- Committee on Oversight and Reform
  - Civil Rights and Civil Liberties
  - Government Operations
- Committee on Transportation and Infrastructure
  - Aviation
  - Economic Development, Public Buildings, and Emergency Management
  - Highways and Transit (Vorsitz)
  - Water Resources and Environment